# Sabella nigra
Sabella nigra är en ringmaskart som beskrevs av Gmelin in Linnaeus 1788. Sabella nigra ingår i släktet Sabella och familjen Sabellidae. Inga underarter finns listade i Catalogue of Life.